# Eupithecia sebdouensis
Eupithecia sebdouensis är en fjärilsart som beskrevs av Karl Dietze 1910. Eupithecia sebdouensis ingår i släktet Eupithecia och familjen mätare. Inga underarter finns listade i Catalogue of Life.